# Боченков, Виктор Вячеславович
Виктор Вячеславович Боченков (22 июня 1968, Калуга) — российский историк, литературовед, журналист. Один из ведущих исследователей русского старообрядчества XIX—XX веков.

## Биография
Родители: отец — строитель-сварщик, мать — рабочая мясокомбината. В 1990 году окончил факультет иностранных языков Калужского государственного педагогического института, в 2000 году — Литературный институт им. А.М. Горького (семинар Н. С. Евдокимова). Около шести лет работал в редакции калужской областной газеты «Весть», затем, с 1999 года — в «Учительской газете». Один из создателей литературного интернет-журнала «Молоко».
С 2000 по 2011 годы — редактор отдела культуры «Учительской газеты». В 2005 году защитил кандидатскую диссертацию, а в 2008 году выпустил в свет монографию, посвященную творчеству П. И. Мельникова-Печерского.
Научные интересы связаны с историей старообрядчества, наследием старообрядческих начетчиков и писателей, старообрядчеством в русской литературе.
С 2004 по 2019 год работал заведующим архивом митрополии Московской и всея Руси Русской Православной старообрядческой Церкви. За это время подготовил к изданию девять выпусков альманаха «Во время оно», в котором публиковались документы по истории старообрядчества XIX—XX вв. В выпуске 8 увидела свет подготовленная В. В. Боченковым библиография статей старообрядческого еп. Михаила (Семенова), опубликованных им в нестарообрядческой периодике (газетах «Биржевые ведомости», «Утро России», Современное слово", других газетах и журналах). В конце ноября 2019 года был вынужден уйти в связи с отказом руководства митрополии поддерживать издательскую деятельность.
15 января 2021 года награждён предстоятелем РПСЦ митрополитом Корнилием (Титовым) благодарственной грамотой за подготовку к изданию книг «Воспоминания, послания, проповеди, статьи» епископа Геронтия (Лакомкина), «Проповеди, речи, послания» архиепископа Московского и всея Руси Иринарха (Парфёнова), пятый том сочинений епископа Михаила (Семёнова), а также за книги «Старообрядчество советской эпохи», «Дело Церкви не терпит никакой неправды».

## Исследовательская деятельность
Публиковался в сборниках и материалах проводимой в Москве конференции «Старообрядчество: история, культура, современность», старообрядческом журнале «Церковь», а также в другой современной старообрядческой периодике: газете «Старообрядецъ» (Нижний Новгород), журналах «Сибирский старообрядец», «Остров веры», «Неопалимая купина», «Духовные ответы». Подготовил цикл статей о деятелях старообрядчества для «Православной энциклопедии», издаваемой церковно-научным центром РПЦ: Н. Д. Зенин (совместно с Е. М. Юхименко), митрополит Иннокентий (Усов) (совместно с. Е. А. Агеевой), архиепископы Иоанн (Картушин), Иосиф (Моржаков), Иринарх (Парфёнов), Никодим (Латышев), епископ Иосиф (Антипин), И. Г. Кабанов (Ксенос), епископ Михаил (Семёнов), архиепископ Никола (Позднев).
С 2004 года подготовил к изданию девять выпусков журнала «Во время оно…», задуманного в качестве приложения к журналу «Церковь», в которых были собраны, опубликованы и откомментированы документы по истории старообрядчества XIX—XX веков (издателем и редактором «Во время оно…» выступил главный редактор «Церкви» А. В. Антонов). В 2008 г. совместно с ржевским археографом В. В. Волковым основал серию «Наследие старообрядческих полемистов, начетчиков, писателей», в которой к 2012 году вышло пять книг. Их основное отличие от прочих изданий состоит в том, что все сочинения старообрядческих писателей XIX—XX вв. публикуются здесь на научной методологической основе.
В 2019 года в издательстве «Вече» вышла итоговая книга В. В. Боченкова «Старообрядчество советской эпохи» — биобиблиографический словарь епископов Русской Православной старообрядческой Церкви, энциклопедическое издание, включающее в себя подробные биографические статьи об архиереях РПСЦ, которые жили и осуществляли церковное управление в период с 1918 по 1991 год включительно. Помимо биографических сведений о том или ином человеке, издание представляет собой своеобразную историю одного из крупнейших старообрядческих согласий России за советский период и является уникальным, поскольку других научных исследований подобного типа и объёма до этого не было. Издание проиллюстрировано редкими архивными документами и фотографиями.
В 2020 года в издательстве «Алетейя» (СПб) вышла ещё одна итоговая книга, «По голгофским русским пригоркам» — сборник статей и литературоведческих эссе. Первая часть посвящена русским писателям: протопопу Аввакуму, П. И. Мельникову (Андрею Печерскому), Л. Н. Толстому, Н. А. Клюеву, Вс. Н. Иванову, К. Д. Воробьеву, В. Г. Распутину. Вторая — зарубежным классикам (единственным исключением стал завершающий очерк о венгерском художнике Тивадаре Чонтвари). В жанровом отношении вторая часть книги стоит по соседству с дорожным очерком, соответствуя в то же время критериям эссеистики, когда необходимо выразить индивидуальные впечатления по конкретному поводу, не претендующие на исчерпывающую трактовку. Характерной особенностью всего сборника является синтез различных жанров: публицистика на литературном материале, литературная критика, эссе, включение документального исторического материала.
В 2023 году вышла книга «Дать ответ с кротостью», посвященная старообрядческим начётчикам, апологетам и писателям Белокриницкого согласия XIX—XX вв. Подготовка материалов для этой книги продолжалась около 30 лет.

## Отзывы
- Сычева Л. А. Против течения // Молоко. Русский литературный журнал.
- Езеров А. В. Рец. на кн. Боченков В. В. «П. И. Мельников (Андрей Печерский): мировоззрение, творчество старообрядчество» // Портал-Credo.Ru.
- Рейтблат А.И. Рец. на кн. Боченков В. В. «П. И. Мельников (Андрей Печерский): мировоззрение, творчество старообрядчество» // Новое литературное обозрение. — 2010. — № 1. — С. 431—433.